# Аткары-Карса
Аткары́-Карса́ (укр. Аткари-Карса, крымскотат. Atqarı Qarsa, Аткъары Къарса) — исчезнувшее село в Ленинском районе Республики Крым, располагавшееся на западе района и Керченского полуострова, примерно в 1,5 км к юго-западу от современного села Кирово.

## История
Первое документальное упоминание села встречается в Камеральном Описании Крыма… 1784 года, судя по которому, в последний период Крымского ханства Аткар-Котжи входил в Орта Керченский кадылык Кефинского каймаканства. После присоединения Крыма к России (8) 19 апреля 1783 года, (8) 19 февраля 1784 года, именным указом Екатерины II сенату, на территории бывшего Крымского Ханства была образована Таврическая область и деревня была приписана к Левкопольскому, а после ликвидации в 1787 году Левкопольского — к Феодосийскому уезду Таврической области. После Павловских реформ, с 1796 по 1802 год, входила в Акмечетский уезд Новороссийской губернии. По новому административному делению, после создания 8 (20) октября 1802 года Таврической губернии, Откары-Карса был включён в состав Кадыкелечинской волости Феодосийского уезда.
По Ведомости о числе селений, названиях оных, в них дворов… состоящих в Феодосийском уезде от 14 октября 1805 года , в деревне Откары-Карса числилось 11 дворов и 97 жителей. На военно-топографической карте генерал-майора Мухина 1817 года деревня Аткарыкарса обозначена с 12 дворами. После реформы волостного деления 1829 года Откары Карса, согласно «Ведомости о казённых волостях Таврической губернии 1829 года», переподчинили из Кадыкойской волости в Агерманскую. Затем, видимо, вследствие эмиграции крымских татар в Турцию, деревня опустела и на карте 1836 года в деревне 5 дворов, а на карте 1842 года Аткары Карса обозначен условным знаком «малая деревня», то есть, менее 5 дворов.
В 1860-х годах, после земской реформы Александра II, деревню приписали к Петровской волости. Согласно «Памятной книжке Таврической губернии за 1867 год», деревня Аткары Карса была покинута жителями в 1860—1864 годах, в результате эмиграции крымских татар, особенно массовой после Крымской войны 1853—1856 годов, в Турцию и заселена частью русскими из разных мест. По «…Памятной книжке Таврической губернии на 1892 год» в безземельной деревне Аткары-Корса, не входившей ни в одно сельское общество, жителей и домохозяйств не числилось. В дальнейшем в доступных источниках не встречается.